# Mycena sudorella
Mycena sudorella är en svampart som tillhör divisionen basidiesvampar, och som beskrevs av Rolf Singer. Mycena sudorella ingår i släktet Mycena, och familjen Favolaschiaceae. Arten är reproducerande i Sverige.